# Christopher Ralph
Christopher Ralph (13 maggio 1977) è un attore canadese.
Il suo ruolo probabilmente più riconosciuto è quello di Tobias, nella serie televisiva del 1998 Animorphs.

## Filmografia
- Animorphs (1998–1999) - Tobias (25 episodi)
- Gossip (2000) - Bill
- Hendrix (2000) - Mitch Mitchell
- The Royal Diaries: Isabel - Jewel of Castilla (2000) - Fernando
- In a Heartbeat (2000–2001) - Jamie Waite
- Malachi (2000) - Malachi
- The Skulls II (2002) - Jeff Colby
- The Zack Files (2002) - Romeo (1 episodio)
- Doc (2002) - Barrista
- Undressed (1999–2002) - Sean
- Queer as Folk (2003) - Fan carino (2 episodi)
- Agente Speciale Sue Thomas (2003) - Billy Marshall (1 episodio)
- Thoughtcrimes (2003) - Ryan
- Missing (2003–2004) - Hunter (10 episodi)
- Plain Truth (2004) - Adam Sinclair
- Kojak (2005) - Eddie Carney
- Shania: A Life in Eight Albums (2005) - Mike
- Instant Star (2005–2006) - Chaz Blackburn (2 episodi)
- Murdoch Mysteries (2010) - Burt Lightman (1 episodio)
- Republic of Doyle (2010) - Bruce Borden (1 episodio)